# Episodi di Those Who Kill
La prima e unica stagione della serie televisiva Those Who Kill, composta da 10 episodi, è stata trasmessa in prima visione assoluta negli Stati Uniti d'America dal 3 marzo al 18 maggio 2014; dopo aver debuttato sul canale via cavo A&E coi primi due episodi, a causa dello scarso riscontro la stagione è stata spostata su LMN, altro canale via cavo di proprietà del gruppo A+E Networks, che ha ritrasmesso l'intera stagione, in prima visione assoluta dal terzo episodio.
In Italia la stagione è trasmessa in prima visione satellitare da Fox Crime, canale a pagamento della piattaforma Sky, dal 13 giugno al 15 agosto 2014.
| nº | Titolo originale | Titolo italiano   | Prima TV USA   | Prima TV Italia |
| -- | ---------------- | ----------------- | -------------- | --------------- |
| 1  | Pilot            | Sepolte vive      | 3 marzo 2014   | 13 giugno 2014  |
| 2  | The Way Home     | La strada di casa | 10 marzo 2014  | 20 giugno 2014  |
| 3  | Rocking the Boat | Agitare le acque  | 30 marzo 2014  | 27 giugno 2014  |
| 4  | Sunday           | Domenica          | 6 aprile 2014  | 4 luglio 2014   |
| 5  | Souvenirs        | Souvenirs         | 13 aprile 2014 | 11 luglio 2014  |
| 6  | Always After     | Sempre dopo       | 20 aprile 2014 | 18 luglio 2014  |
| 7  | A Safe Place     | Un posto sicuro   | 27 aprile 2014 | 25 luglio 2014  |
| 8  | Insomnia         | Insonnia          | 4 maggio 2014  | 1º agosto 2014  |
| 9  | Untethered       | Slegato           | 11 maggio 2014 | 8 agosto 2014   |
| 10 | Surrender        | Resa dei conti    | 18 maggio 2014 | 15 agosto 2014  |